# Knock on Wood - The Acoustic Sessions
Albums de The Young Gods
Super Ready/Fragmenté
(2007) Everybody Knows
(2010)
Knock on Wood - The Acoustic Sessions est le dixième album du groupe de rock industriel suisse, The Young Gods. Il est sorti le 21 avril 2008 sur le label PIAS et a été produit par le groupe et Marcello Giuliani. 

## Historique
Le groupe présente avec cet album des versions acoustiques de quelques-uns de ses titres les plus connus (Gasoline Man, Skinflower...) mêlés à des reprises, Ghost Rider du groupe Suicide, Freedom de Richie Havens , Everything in Its Right Place de Radiohead et If Six Was Nine de Jimi Hendrix (ces deux derniers titres figurant sur le DVD).
Cet album sera enregistré uniquement avec des guitares acoustiques et des percussions et à cette occasion le groupe accueille un quatrième musicien, le guitariste genevois Vincent Hänni. Ce dernier restera en définitive avec le groupe jusqu'en 2011.
La partie DVD propose un concert enregistré le 18 décembre 2006 au Moods, une salle de concert située à Zurich et de trois titres enregistrés à Paris. Charlotte a été enregistré au Centre culturel suisse, I'm the Drug et Gasoline ont été enregistrés dans deux rue du 4e arrondissement, la rue des Hospitalières-Saint-Gervais et la rue des Rosiers.
Cet album se classa à la 21e place des charts suisses.

## Liste des titres

### Titres du compact disc
| No  | Titre                                   | Auteur                                                    | Durée |
| --- | --------------------------------------- | --------------------------------------------------------- | ----- |
| 1.  | Our House                               | Franz Treichler, Alain Monod, Urs Hiestand, Roli Mosimann | 2:46  |
| 2.  | I'm the Drug                            | Treichler, Monod, Bernard Trontin                         | 3:04  |
| 3.  | Everythere                              | Treichler, Monod, Trontin                                 | 4:33  |
| 4.  | Gasoline Man                            | Treichler, Monod, Hiestand, Mosimann                      | 4:22  |
| 5.  | Speak Low                               | Ogden Nash, Kurt Weill                                    | 5:13  |
| 6.  | Charlotte                               | Treichler, Cesare Pizzi                                   | 2:01  |
| 7.  | Ghost Rider (Reprise du groupe Suicide) | Martin Rev, Alan Vega, Treichler                          | 12:02 |
| 8.  | Longue Route                            | Treichler, Pizzi                                          | 3:40  |
| 9.  | She Rains                               | Treichler, Monod, Hiestand, Mosimann                      | 2:48  |
| 10. | Freedom (Reprise de Richie Havens)      | Ritchie Havens                                            | 5:32  |
| 11. | Skinflowers                             | Treichler, Monod, Hiestand, Mosimann                      | 5:36  |

### Menu du DVD
Live at Moods, Zurich le 18 décembre 2006
| No | Titre                                                        | Auteur                               | Durée |
| -- | ------------------------------------------------------------ | ------------------------------------ | ----- |
| 1. | I'm the Drug                                                 | Treichler, Monod, Trontin            | 2:59  |
| 2. | Gasoline Man                                                 | Treichler, Monod, Hiestand, Mosimann | 5:38  |
| 3. | Speak Low                                                    | Nash, Weill                          | 5:02  |
| 4. | Ghost Rider (Reprise du groupe Suicide)                      | Rev, Vega                            | 12:37 |
| 5. | Longue Route                                                 | Treichler, Pizzi                     | 5:03  |
| 6. | She Rains                                                    | Treichler, Monod, Hiestand, Mosimann | 6:17  |
| 7. | Everything in It's Right Place (Reprise du groupe Radiohead) | Thom Yorke                           | 4:14  |
| 8. | If Six Was Nine (Reprise de Jimi Hendrix)                    | Jimi Hendrix                         | 5:43  |

Take Away Shows, Paris, le 17 avril 2007
| No | Titre                                                         | Auteur                               | Durée |
| -- | ------------------------------------------------------------- | ------------------------------------ | ----- |
| 1. | Charlotte (enregistré au Centre culturel suisse)              | Treichler, Pizzi                     | 3:26  |
| 2. | Gasoline Man (enregistré rue des Hospitalières-Saint-Gervais) | Treichler, Monod, Hiestand, Mosimann | 5:39  |
| 3. | I'm the Drug (enregistré rue des Rosiers)                     | Treichler, Monod, Trontin            | 4:17  |

## Musiciens
The Young Gods
- Franz Treichler: chant, guitare acoustique, udu, percussions, harmonica, samples, mégaphone et guitare jouet
- Alain Monod: guitare acoustique, guitare sitar, guitare slide
- Bernard Trontin: hang, bongos, rototom, batterie, marimba, Wood-block, Mélodica, percussions

Musicien additionnel
- Vincent Hänni: guitare acoustique, guitare EBow
- Erika Stucky: chant sur If Six Was Nine (DVD uniquement)

## Classement
| Pays                         | Durée du classement | Meilleur classement | Date       |
| ---------------------------- | ------------------- | ------------------- | ---------- |
| Suisse (Schweizer Hitparade) | 5 semaines          | 21e                 | 4 mai 2008 |